# (269589) Kryachko
(269589) Kryachko  es un asteroide perteneciente al cinturón de asteroides, descubierto el 10 de diciembre de 2009 por Vitaly Nevski desde el Observatorio Tzec Maun.

## Designación y nombre
Kryachko se designó inicialmente como 2009 XN1.
Más adelante fue nombrado en honor al astrónomo aficionado ruso Timur Kriachkov (n. 1970).

## Características orbitales
Kryachko orbita a una distancia media del Sol de 3,0244 ua, pudiendo acercarse hasta 2,9413 ua y alejarse hasta 3,1075 ua. Tiene una excentricidad de 0,0274 y una inclinación orbital de 10,9666° grados. Emplea en completar una órbita alrededor del Sol 1921 días.

## Características físicas
Su magnitud absoluta es 15,6.